# Trymalium ledifolium
Trymalium ledifolium är en brakvedsväxtart som beskrevs av Edward Fenzl. Trymalium ledifolium ingår i släktet Trymalium och familjen brakvedsväxter.

## Underarter
Arten delas in i följande underarter:
- T. l. lineare
- T. l. platyphyllum